# Zündapp KS 600
Die Zündapp KS 600 war ein Motorradmodell der Zündapp-Werke in Nürnberg. 

## Modellgeschichte
Die KS 600 erschien 1938. Sie kann modellgeschichtlich als Bindeglied zwischen den vorhergehenden Modellen K 400, K 500, K 600, K 800, KS 500, KKS 500, KS 800 und den nachfolgenden Modellen der Zündapp KS 601 (Grüner Elefant) angesehen werden. Alle Modelle der K-Reihe (K = Kardanantrieb) und der KS-Reihe (KS = Kardan Sport) wurden mit Pressstahlrahmen gefertigt und waren am Prinzip der Modularität ausgerichtet.   

## Technische Details
Die Maschine hatte einen Zweizylinder-Viertakt-Boxermotor mit einem britischen Amal-Vergaser, eine 6-Volt-Zündlichtanlage, Mehrscheiben-Trockenkupplung, ein Viergang-Kettengetriebe und Kardanantrieb. Geschaltet wurde laut Bedienungsanleitung wahlweise von Hand- oder mit dem Fuß. Die Zündung war von Hand zu verstellen.  Das Vorderrad hing an einer Trapezgabel mit zwei Druckfedern und anfänglich Reibungsstoßdämpfer, später hydraulischem Dämpfer. Gefedert war außer der Gabel nur der Sattel mit zwei Federn. Der Rahmen war hinten starr.
Der Tank fasste 15 Liter, was bei einem Verbrauch von rund 5 Liter auf 100 Kilometer eine Reichweite von bis zu 300 Kilometer ermöglichte. Für den Betrieb im Gelände mit Seitenwagen wurde mit um 10 Litern gerechnet. Die Bereifung hatte die Dimension 3,5 × 19".

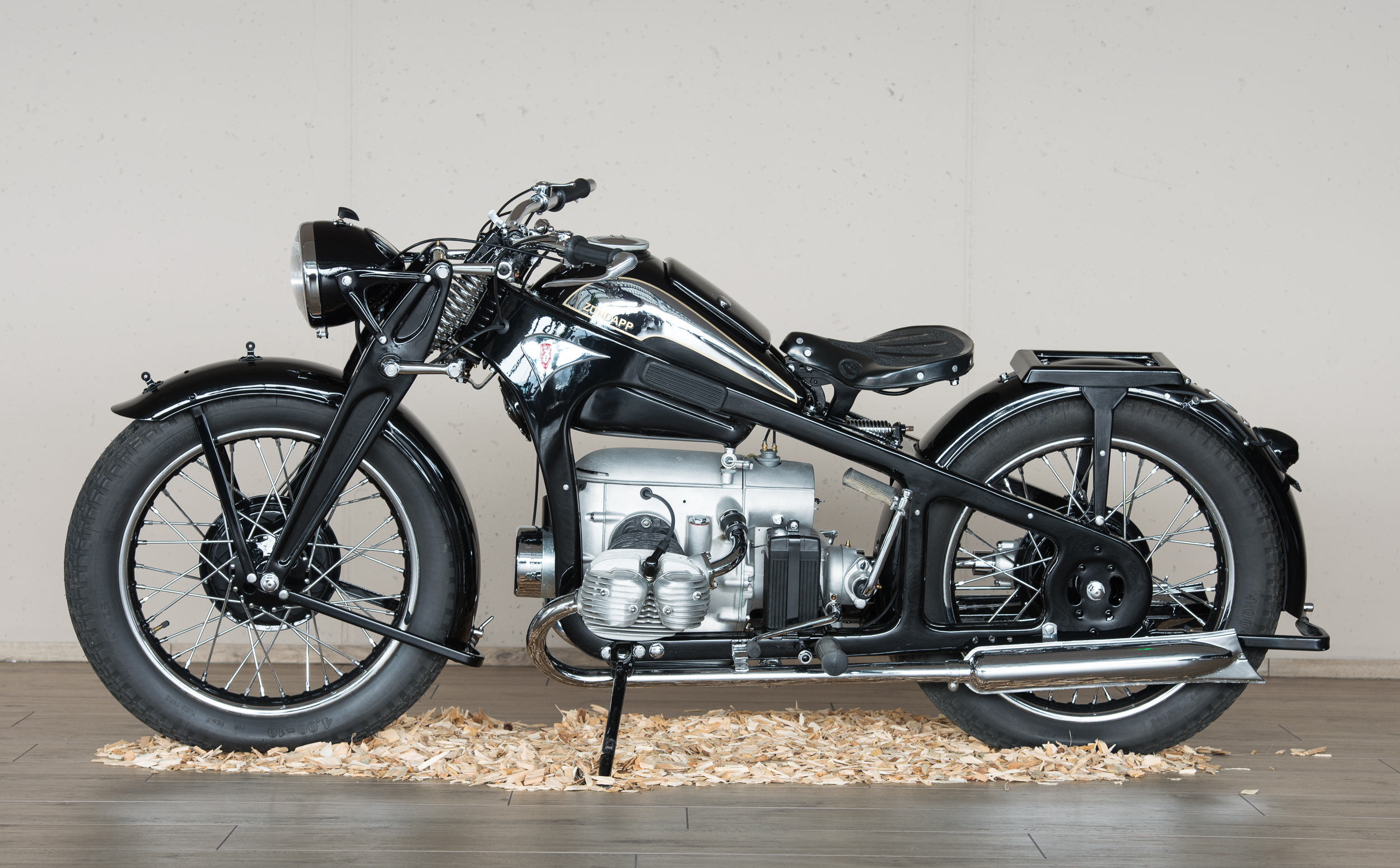
KS 600 Seitenansicht
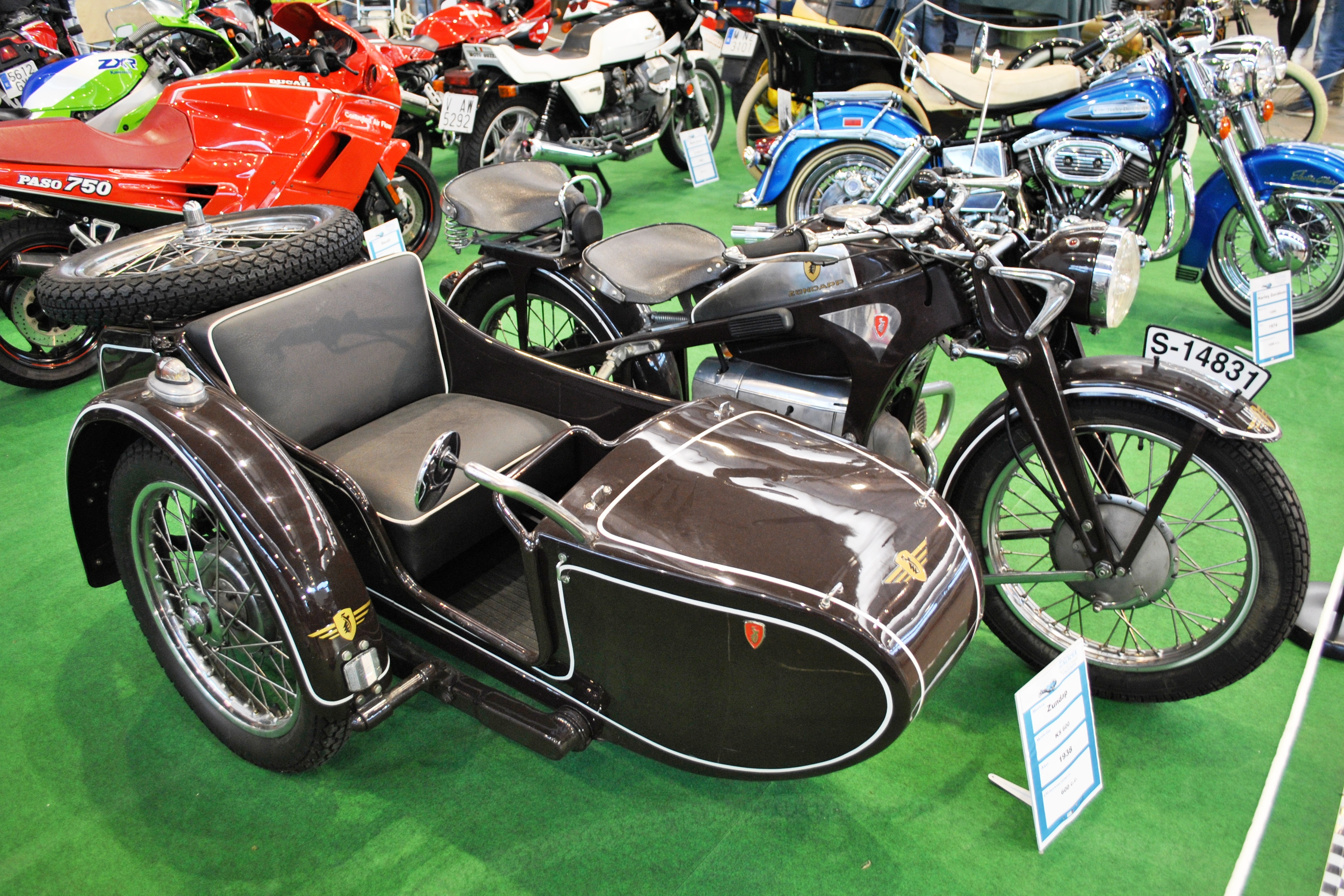
KS 600 mit Beiwagen